# 内海橋
内海橋（うつみばし）は、宮城県石巻市にある橋で、旧北上川に架かる。石巻市街地の中央地区と湊地区を結び、国道398号を通している。旧北上川の中洲の中瀬地区を経由していて、そこを境に東内海橋と西内海橋に分かれる。内海橋の名称は架橋に尽力した内海五郎兵衛の名に由来するものである。

## 歴史
江戸時代、仙台藩領内の北上川では、舟運の維持や軍事上の理由から架橋は禁じられていた。1800年（寛政12年）に、中瀬での土木作業を目的として一時的に橋が架けられたが、これは例外的な事例だった。渡河には渡し船が利用され、石巻市では旧北上川河口西岸の門脇地区と東岸の湊地区を結ぶ渡し船が1985年（昭和60年）頃まで残っていた。
石巻において、北上川に橋を架ける具体的な計画が打ち出されたのは1879年（明治12年）である。石巻町の田邊吉輔と東京浅草の大西久右衛門が架橋を計画し、宮城県がこれを認可した。計画では、石巻と中瀬の間に長さ40間、幅3間、中瀬と湊の間に長さ50間、幅3間の木橋を予算約2万5000円をもって建設し、15年間、通行料を徴収することで建設費を償還しようというものだった。しかし、計画は立ったものの実際には資金難から着工には至らなかった。これを聞きつけた内海五郎兵衛が、この計画を譲り受ける形で引き継ぎ、架橋を実現することになる。
内海五郎兵衛は牡鹿郡水沼村において片岡家の長男として生まれた。渡波の内海家が烏帽子親となった縁から五郎兵衛は内海を名乗ったと言われる。内海五郎兵衛は農業の傍ら妻と共に酒屋も営んでいた。ある時、病気の父親のために北上川対岸の石巻へ医者を呼びに行こうとしたが、悪天候のために渡し船が出ず、医者を呼ぶことが出来なかった結果、父親を失い、北上川に橋を架ける決意をしたと言われている。この逸話が事実かどうか定かではないが、北上川架橋という難事業を成し遂げた内海の人柄を表す話としてしばしば語られている。
田邊から300円、あるいは500円で架橋の計画を譲り受けた内海だったが、宮城県はこの委任を認めず、内海は1880年（明治13年）に宮城県に架橋の計画を改めて提出した。宮城県は1882年（明治15年）2月に架橋許可を内海に出したが、それまでの間、橋の建設費用や修繕費の償却、架橋後の経営方法、土地の権利関係など、細かな確認を求め、建設に当たっては事前に提出した計画を遵守し、少しの変更であっても宮城県に相談して指示を得なければならないという厳しい条件を付けた。橋の建設中に、北上川の洪水で橋材の一部が流されたり、また資金援助がなかなか得られなかったりするなどの困難もあったが、許可が出された5箇月後の7月に、長さ46間の東橋と、長さ36間の西橋が完成した。総工費は約2万5000円だった。7月15日に落成式が行われ、この時に式典に出席していた宮城県県令松平正直が橋に内海橋と名付けた。この時の内海橋は、東橋と西橋が中瀬でズレていて直線状には続いていなかった。
これ以後、内海はこの橋の経営に当たった。東西の橋元に番人が置かれて、通行人や車両から橋料を徴収した。片道で、人一人は4厘、人力車は乗客と車夫を含めて8厘、荷車は1銭2厘、牛馬は1銭だった。計画段階では1日当たり10円40銭の通行料収入を見込んでいて、1888年（明治21年）まで徴収する予定だった。しかし、渡し舟が存続した事が誤算となり、予定していた収入額にはなかなか達しなかった。内海は通行料徴収期間の延長を宮城県に何度か申請し、最終的には1900年（明治33年）までこの橋を経営して、経営終了と共にこの橋を宮城県に寄付した。
木橋は老朽化や破損が生じやすく、その補強や修繕は大きな問題だった。そうした課題を克服するために、1913年（大正2年）から1914年（大正3年）にかけて、内海橋の橋脚と梁を鉄材に替える大きな改修工事が行われた。しかし、この設計には技術的な欠陥があり、馬車が通ると橋が揺れ動くというありさまで、この時代に普及しつつあった自動車の通行にも耐えうるものではなかった。1925年（大正14年）には北上川中州の中瀬から西側を埋め立てる構想が持ち上がった。これは、橋の修繕費を削減し、同時に土地を創出しつつ、川の流れを速めることで河口に堆積する土砂を押し流そうという企図によるものだったが、実行には至らなかった。
昭和の初めに内海橋は鉄筋コンクリート製の橋に架け替えられることになった。1931年（昭和6年）から1933年（昭和8年）にかけて総工費17万8000円をもって工事が行われ、新しい橋の早期完成を望んだ石巻町はこの時に約4万円を工事費として寄付した。この架け替えで、旧来の橋は延長75.08メートル幅8メートルの東内海橋と、延長64.84メートル幅8メートルの西内海橋に生まれ変わり、石巻のみならず仙台方面と女川や牡鹿半島方面を結ぶ幹線道路の一部になった。この時に、東橋と西橋が中瀬で相対するように造り直され、旧来の橋で生じていた位置のズレが解消された。太平洋戦争中には、内海橋の鉄製の欄干が軍へ供出されるという出来事があった。
石巻日日新聞（2011年3月12日）によると、東日本大震災の影響で10：35に陥落したとある。

## 新しい内海橋
橋の架け替え工事が進められ、従来の内海橋より上流の位置に延長202メートル、幅14.5メートルの新しい内海橋が2020年（令和2年）9月10日に開通した。

従来の橋は撤去され、中央地区と中瀬地区の間には県が延長82ｍの西中瀬橋を建設し、湊地区と中瀬地区を結ぶ延長115ｍの東中瀬橋（自転車・歩行者専用）は石巻市が建設している。

## 隣の橋
（上流）石巻大橋 - 内海橋 - 石巻かわみなと大橋（下流）